# رقابت کورنو

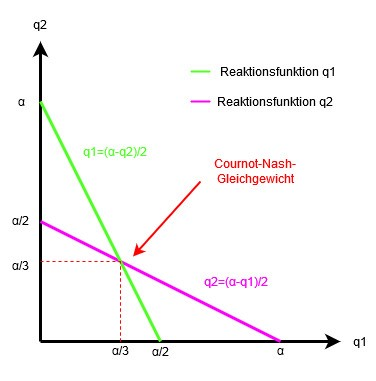
گراف رقابت کورنوq1 و q2 به ترتیب مقدار محصول تولیدی بنگاه 1 و 2 میباشند

رقابت کورنو (به انگلیسی: Cournot competition) مدلی اقتصادی است، که اصول قیمت‌گذاری در حالت انحصار دوگانه فروش و وجود تنها دو فروشنده در بازار را تحلیل کرده‌است. آنتونی آگوستین کورنو فرض کرده که هیچ‌یک از دو فروشنده نمی‌تواند قیمت را تعیین کند. وی همچنین فرض کرده که هر یک از فروشندگان از میزان تقاضا برای کالای تولیدی اطلاع داشته و هزینه‌های تولید برای هر دو بنگاه یکسان است. با استفاده از این فروض کورنو توانست نشان دهد که چگونه تصمیم‌های هر یک از دو بنگاه می‌تواند قیمت بازاری و در نتیجه تصمیم‌های بنگاه مقابل در مورد میزان تولید را تحت تأثیر قرار می‌دهد. اگر یکی از دو بنگاه برای افزایش سود اقدام به افزایش تولید بنماید، این بنگاه باید قیمت خود را کاهش دهد تا بتواند محصول بیشتری بفروشد. این مسئله باعث می‌شود بنگاه دوم نیز برای حفظ وضعیت رقابتی، قیمت خود را کاهش دهد. ممکن است تصور شود که فرایند واکنش بنگاه‌ها به رفتار یکدیگر تا ابد ادامه پیدا می‌کند. اما کورنو نشان داد این‌گونه نیست. بالاخره کار به جایی می‌رسد که هیچ‌یک از دو بنگاه نمی‌تواند با کاهش یا افزایش مقدار تولید، وضعیت خود را بهبود بخشد. این وضعیت، همان تعادل در بازار انحصار دوگانه فروش است.

## مدل رقابت کورنو به صورت تک مرحله‌ای
صنعتی متشکل از تعدادی متناهی بنگاه اقتصادی در نظر بگیرید که هر کدام مقدار محصول تولیدی خود را برمی‌گزینند. محصولات تولیدی این بنگاه‌ها همگی جانشین کامل هم هستند (محصولات همگن). تقاضا در این بازار تابعی از مجموع کل محصولات تولیدی است. همچنین تمامی بنگاه‌ها از همه عناصر مدل اطلاع کامل دارند. تعادل ناشی از این رقابت به نحوی است که هیچ‌یک از بنگاه‌ها تمایلی به تغییر میزان تولید محصول خود که حاصل از این رقابت است را (به صورت یک‌جانبه) ندارند. (به صورت ضمنی می‌توان نتیجه حاصل از این رقابت را یک تعادل نش از یک بازی عادی با منفعت‌های برابر با سود بنگاه‌ها دانست) حال اگر مدل را برای حالتی که تنها دو بنگاهِ اقتصادی تولیدکنندهٔ رقیبِ در صنعت در نظر بگیرید، با توجه به اینکه سود هر بنگاه برابر تفاوت درآمد و هزینه است، خواهیم داشت:
{\displaystyle \Pi _{i}=P(q_{1}+q_{2})\cdot q_{i}-C_{i}(q_{i})}

که در این رابطه، {\displaystyle q_{1}} و {\displaystyle q_{2}} به ترتیب بیانگر مقدار محصول تولیدی بنگاه ۱ و ۲ می‌باشد. همچنین {\displaystyle P} قیمت تعادلی که از میزان تقاضای محصول تولیدی به دست می‌آید و {\displaystyle C_{i}} تابع هزینه هر بنگاه به ازای تولید آن است. هر بنگاه به نوبهٔ خود قصد بیشینه کردن میزان سود را دارد. با توجه به ساختار نوشته شده برای سود، می‌توان به صورت زیر عمل کرد:
{\displaystyle {\frac {\partial \Pi _{i}}{\partial q_{i}}}={\frac {\partial P(q_{1}+q_{2})}{\partial q_{i}}}\cdot q_{i}+P(q_{1}+q_{2})-{\frac {\partial C_{i}(q_{i})}{\partial q_{i}}}}
همان‌طور که مشاهده می‌شود، هر بنگاه از بیشینه کردن سود خود بر اساس میزان تولید خود و رقیبش، به یک تابعی از میزان تولید خود بر حسب میزان تولید رقیبش می‌رسد که به آن تابع بهترین پاسخ (به انگلیسی: Best Response Function) می‌گویند. در واقع بیان می‌کند که به ازای هر تولیدی که رقیب انجام دهد، چه میزان باید خود تولید کند تا سودش بیشینه گردد.
حال اگر به عنوان مثال فرض کنیم که تقاضای محصول در بازار به صورت {\displaystyle P(q_{1}+q_{2})=a-(q_{1}+q_{2})} باشد، پس تعادل حاصل از رقابت کورنو به دست می‌آید:
{\displaystyle \Pi _{i}={\bigg (}a-(q_{1}+q_{2}){\bigg )}\cdot q_{i}-C_{i}(q_{i})}
{\displaystyle {\frac {\partial {\bigg (}a-(q_{1}+q_{2}){\bigg )}}{\partial q_{i}}}\cdot q_{i}+a-(q_{1}+q_{2})-{\frac {\partial C_{i}(q_{i})}{\partial q_{i}}}=0}
{\displaystyle {\frac {\partial {\bigg (}a-(q_{1}+q_{2}){\bigg )}}{\partial q_{1}}}\cdot q_{1}+a-(q_{1}+q_{2})-{\frac {\partial C_{1}(q_{1})}{\partial q_{1}}}=0}
{\displaystyle \Rightarrow \ -q_{1}+a-(q_{1}+q_{2})-{\frac {\partial C_{1}(q_{1})}{\partial q_{1}}}=0}
{\displaystyle \Rightarrow \ q_{1}={\frac {a-q_{2}-{\frac {\partial C_{1}(q_{1})}{\partial q_{1}}}}{2}}}
{\displaystyle \Rightarrow \ q_{2}={\frac {a-q_{1}-{\frac {\partial C_{2}(q_{2})}{\partial q_{2}}}}{2}}}
که با جایگذاری این مقادیر به ازای هم می‌توان نوشت:
{\displaystyle \Rightarrow \ q_{1}^{*}={\frac {a+{\frac {\partial C_{2}(q_{2})}{\partial q_{2}}}-2*{\frac {\partial C_{1}(q_{1})}{\partial q_{1}}}}{3}}}
{\displaystyle \Rightarrow \ q_{2}^{*}={\frac {a+{\frac {\partial C_{1}(q_{1})}{\partial q_{1}}}-2*{\frac {\partial C_{2}(q_{2})}{\partial q_{2}}}}{3}}}
بدین ترتیب مقادیر محصول تولیدی هر بنگاه در رقابت کورنو به دست می‌آید.

### مقایسه
- تولید کلی محصولات حاصل از رقابت دوگانه کورنو بیشتر از انحصار یک‌جانبه و کمتر از بازار رقابت کامل است.
- قیمت تعادلی حاصل از دوگانه کورنو کمتر از حالت انحصار یک‌جانبه است اما به اندازه بازار رقابت کامل پایین نخواهد بود.
- در مدل ارائه شده، بنگاه‌ها انگیزه انجام مذاکره و تشکیل کارتل و ایجاد انحصار یک‌جانبه را دارند.

## رفاه در رقابت کورنو
دو نوع عدم کارایی در تعادل حاصل از رقابت کورنو ممکن است اتفاق بیفتد: اول اینکه قیمت تعادلی بیشتر از هزینه حاشیه‌ای تولید باشد، و دیگر اینکه مجموع تولیدات به صورت غیرکارا در بین بنگاه‌ها توزیع شود. با مقایسه بین شرط مرتبه اول در حالت دو بنگاه و زمانی که برنامه‌ریز مرکزی با انتخاب تولید بنگاه اول و دوم قصد بیشینه کردن رفاه اجتماعی را داشته باشد، می‌توان به این نتیجه رسید که اگر در نقطه تعادل تقاضا دارای شیب منفی باشد، تولید حاصل از رقابت کورنو کمتر از انتخاب برنامه‌ریز مرکزی خواهد بود. اگرچه، در حالت وجود برنامه‌ریز مرکزی، هزینه حاشیه‌ای تمامی بنگاه‌ها با هم برابر است، که این حالت فقط در زمانی که سیستم متقارن باشد برقرار است. پس در حالت کلی عدم کارایی در توزیع تولید در بین بنگاه‌ها داریم. از عدم کارایی در توزیع تولیدات این‌طور استنباط می‌شود که رفتار استراتژیک می‌تواند اثری خلاف انگیزشی داشته باشد. می‌توان این‌چنین بیان کرد که اثر استراتژیک رفتار متقابل بنگاه‌ها در بازار باعث ایجاد حرکت معکوس در جهت رفاه باشد. بدین معنا که بنگاه‌ها را از انجام تغییرات فناورانه برای کسب سود بیشتر منصرف کند. دلیل این امر آنست که کم شدن هزینه باعث یک افزایش در سطح تولید تعادلی بنگاه پرهزینه و یک کاهش (به میزان کمتری) در سطح تولید بنگاه کم‌هزینه می‌شود. این اتفاق به خودی خود باعث کاهش در کارایی تولید کل، و در نتیجه عدم کارایی در زمینه‌های دیگر نیز می‌شود.
حال اگر تولیدات بنگاه‌ها جانشین کامل هم نباشند (محصولات تولیدی متفاوت باشند)، نمی‌توان برای بازار یک تابع تقاضای کل در نظر گرفت. پس هریک از بنگاه‌ها به فراخور محصول تولیدیشان یک تابع تقاضا خواهند داشت. بدین ترتیب هرکدام یک قیمت را برای محصول خود انتخاب کرده و استراتژی اعلام قیمت در مدل برتراند پیاده‌سازی می‌شود. سینگ و ویوز نشان دادند که در یک مدل دو بنگاهی که تقاضای خطی و متقارن و هزینه حاشیه‌ای تولید ثابت دارند، هنگامی که سود تحت رقابت کارنو بیشتر از رقابت برتراند باشد، آنگاهُ total surplus در رقابت برتراند بیشتر از کارنو خواهد بود.

## کاربردها
ادبیات مربوط به رقابت کورنو بسیار وسیع و دارای کاربردهای بسیار زیادی می‌باشد. از انواع این کاربردها در مسایل اقتصادی اجتماعی می‌توان به موارد زیر اشاره کرد:

### نمایندگی
ویکرز برای ارزیابی عملکرد مدیران، یک مدل دو مرحله‌ای با {\displaystyle n} بنگاه در نظر گرفت. وی اندازه‌گیری عملکرد مدیران را به دو پارامتر سود و تولید محدود کرد که وزن این دو پارامتر در محاسبه عملکرد در مرحله اول مدل توسط صاحب آن بنگاه تعیین می‌شود. وی در این مطالعه نشان داد که وزن پارامتر تولید غیرصفر به دست می‌آید. این امر باعث می‌شود تا مدیران به شدت در تعقیب افزایش تولید برآیند که در نهایت کاهش سود به ازای هر بنگاه را سبب می‌شود. اسکلیواس مدل کالاهای متفاوت در رقابت برتراند را در نظر گرفت و نشان داد که صاحبان بنگاه وزن سود و درآمد را به گونه‌ای انتخاب می‌کنند تا مدیران به کسب سود بیش‌تر ترغیب شوند. میلر و پازگال نشان دادند ساختار انگیزشی‌ای که بر مبنای سود بنگاه خودی و رقیب باشد، باعث رسیدن به تعادلی خواهد شد که نسبت به انتخاب سود یا تولید به عنوان متغیر استراتژیک، غیرحساس می‌شود.

### انتقال اطلاعات
ویوز، گلُ‌ار و لی همگی با استفاده از مدل‌های مختلف انتقال اطلاعات، امکان به اشتراک گذاشتن اطلاعات را بررسی کردند. به موجب این امر، بنگاه‌ها دربارهٔ اشتراک‌گذاری اطلاعات مربوط به تقاضا یا پارامترهای هزینه‌ای خود تصمیم‌گیری می‌کنند. این مدل‌ها همانند بازی‌های بیزین نش (به انگلیسی: Bayesian-Nash games) تحلیل می‌شوند. به این طریق که قبل از مشاهده یک سیگنال خصوصی از پارامتر مورد نظر (مثلاً میزان تقاضا)، هر بنگاهی دربارهٔ به اشتراک‌گذاری اطلاعات بنگاه خود با بقیه بنگاه‌ها تصمیم می‌گیرد. پس از دریافت اطلاعات، تولید (ویا قیمت‌گذاری) در مرحله دوم انجام می‌شود. نوع محصولات (جانشین یا مکمل بودن)، نوع اطلاعات (عمومی یا خصوصی بودن) و فضای استراتژیک رقابت (ارائه قیمت یا تولید) همگی اشتراک‌گذاری اطلاعات را تحت تأثیر قرار می‌دهند.

### مالکیت معنوی
اقتصاددانانی نیز به بررسی حقوق مالکیت نوآوری در بازارهایی که در انحصار چند بنگاه اقتصادیست پرداخته‌اند. کاتز و شپیرو به بررسی مدلی سه مرحله‌ای از یک رقابت انحصاری بین دو بنگاه پرداختند. مکانیزم عملکردی مدل فوق به این ترتیب است که در ابتدا یک نوآوری معرفی می‌شود، سپس مجوزی برای آن به مزایده گذاشته شده و در نهایت بنگاه‌ها برای آن مالکیت به رقابت می‌پردازند. همچنین کامین و تاومن مدل یک رقابت دومرحله‌ای با {\displaystyle n} بنگاه را ارائه کردند. آن‌ها برای یک نوآوری قیمتی را در نظر می‌گیرند که این قیمت حاصل تعادل یک رقابت است. اخیراً نیز فالی اولر و ساندونیس یک سیاست بهینه رقابت را در زمان‌هایی که اعطای مجوز می‌تواند به عنوان راهی جایگزین در برابر ادغام باشد، در نظر می‌گیرند.

### ادغام
سالانت، سوییتزر و رینولدز نشان دادند که اگر در زیر مجموعه‌ای از بنگاه‌هایی که هزینه حاشیه‌ای تولید ثابت دارند، ادغام به صورت برون‌زا انجام شود، نتایجی مشکل‌زا به بار خواهد آورد. آن‌ها نتایج خود را به این صورت بیان می‌کنند که اگر بنگاهی که در شرف ادغام است، در کمتر از ۸۰ درصد بازار مشارکت داشته باشد، پس سودآور نخواهد بود. نتایج آن‌ها مبتنی بر فروضی همچون محصول همگن، هزینه‌های ثابت و ساختار صنعت بوده‌است. پری و پورتر اذعان کردند که بنگاه‌های ادغامی مختلف به شرطی می‌توانند سودآور باشند که هزینه حاشیه‌ای تولید آن‌ها به اندازه کافی صعودی باشد. اخیراً نیز پسندورفر با استفاده از مدل بازی تکرارشونده نشان داد که ادغام‌هایی که تبدیل به انحصار یک جانبه شوند، ممکن است سودآور نباشند اما ادغام‌هایی که تبدیل به یک صنعت غیر متمرکز شوند امکان سودآوری بالاتری دارند. لازم است ذکر شود که تفاوت دیدگاه‌ها درزمینه فوق ناشی از تفاوت در سودآوری کوتاه‌مدت و بلندمدت بنگاه‌ها است.

### افق‌های جدید
شبکه‌ها (به انگلیسی: Networks) از زمینه‌های جدید ورود مدل‌های رقابت اقتصادی هستند. گویال و گونزالز توافقات دوطرفه را برای به اشتراک گذاشتن دانش مدل کردند. همچنین اجازه دادند تا امکان همکاری جزئی به وسیله در نظر گرفتن شبکه‌ای از روابط ممکن برقرار باشد. آن‌ها دربارهٔ چگونگی ماهیت مشارکت اثرات متقابل رفتار بنگاه‌ها در بازار بر روی پایداری یا ناپایداری انواع مشخصی از اتحادهای استراتژیک بحث و بررسی انجام دادند.